# 澳大利亚总理科学奖
澳大利亚总理科学奖（英語：Prime Minister's Prizes for Science）是一个澳大利亚颁发的科学技术奖项。

## 历史
2000年设立，替代之前颁发的澳大利亚奖。奖励为澳大利亚最近五年的科学技术作出杰出贡献的科学家个人或最多四人团体。不限制国籍，每单项获奖人将获得25万澳大利亚元和纯金奖章以及徽章奖励。每年颁发一次，共有七个单项奖励，分别是：
- 总理科学家
- 总理创新奖
- 新创新者奖
- 弗兰克·芬纳年度生物学家奖
- 马尔科姆·麦金托什年度物理学家奖
- 初等教育科学教学杰出贡献奖
- 中等教育科学教学杰出贡献奖

## 部分华人获奖者
- 陈敏，2011年弗兰克·芬纳年度生物学家奖
- 杨剑，2017年弗兰克·芬纳年度生物学家奖
- 金大勇，2017年马尔科姆·麦金托什年度物理学家奖